# Dianthus balbisii

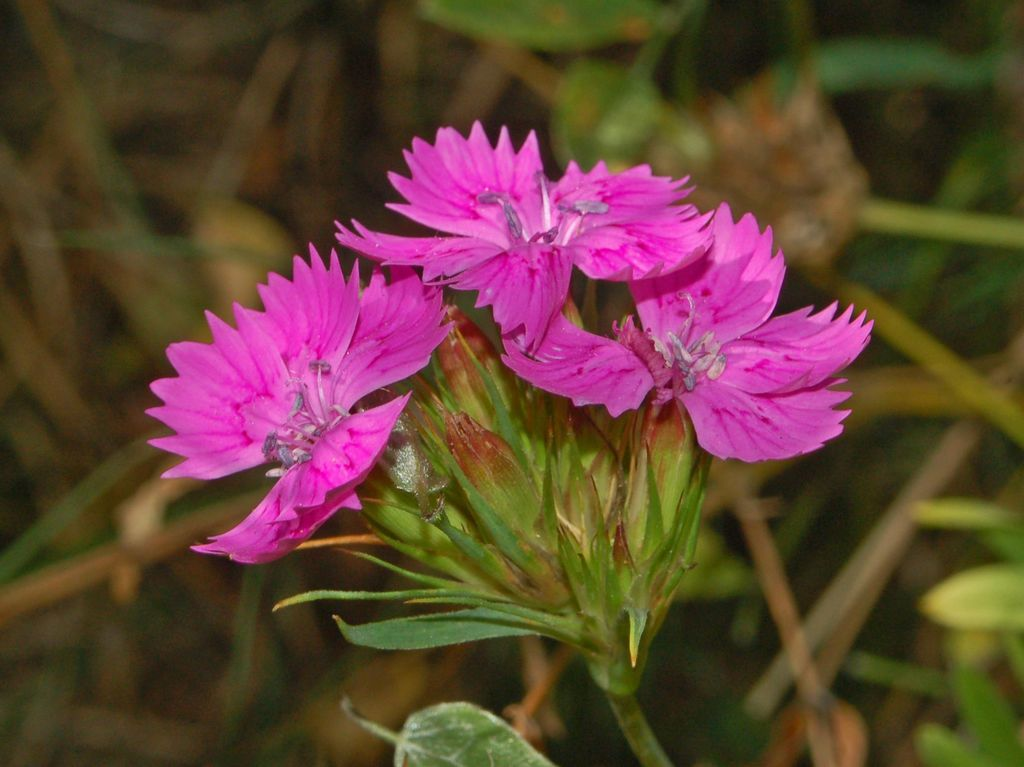

Dianthus balbisii là loài thực vật có hoa thuộc họ Cẩm chướng. Loài này được Ser. mô tả khoa học đầu tiên năm 1824.